# أوبيد رينكون
أوبيد رينكون (بالإسبانية: Obed Rincon)‏ (4 فبراير 1985 بمونتيري في المكسيك - ) هو لاعب كرة قدم مكسيكي في مركز الدفاع. لعب مع نادي بويبلا ونادي نيكاكسا وأتليتكو سان لويس وPetroleros de Salamanca C.F.C. ‏ ونادي كوريكامينوس ‏ وIndios de Ciudad Juárez ‏ وريبوسيروس دي لا بيداد ‏.

## وصلات خارجية
- أوبيد رينكون على موقع قاعدة بيانات كرة القدم.إي يو (الإنجليزية)